# Феодальна роздрібненість
Феода́льна роздрі́бненість — поділ середньовічної держави на малі та великі володіння, які не мали централізованої влади. Термін був поширений у радянській марксистській історіографії.
Феодальна роздробленість характерна для Європи після розпаду Каролінзької імперії. Вона продовжувалася до формування національних держав. У Німеччині вона тривала з XIII століття до об'єднання Німеччини в XIX столітті. В Італії роздрібленість тривала до Рісорджименто. У Франції об'єднання відбулося за правління Людовика XI.

## Причини
Є 8 основних причин феодальної роздробленості Київської Русі (подібні причини можна виділити і щодо інших держав):
- перетворення земельного володіння у спадкове;
- посилення удільних князівств;
- зростання міст і кордонів;
- економічний розвиток земель;
- розвиток народностей;
- велика територія, що ускладнює централізоване управління;
- послаблення Києва як центру;
- багатоетнічний склад населення.

## Приклади
В історії Англії період розпаду відомий як гептархія.
В історії Польщі регіоналізація або фрагментація Польщі (пол. rozbicie dzielnicowe) припадає на період після смерті Болеслава Кривоустого (1138), внаслідок якої почався розпад Польського королівства на кілька незалежних князівств, об'єднаних лише Владиславом Локетком приблизно через два століття, на початку XIV ст.
В історії Болгарії, розпад Другого Болгарського царства кінця XIV століття.
В історії Сербії Падіння сербської імперії (1371—95)
У історії Німеччини період, описаний як Kleinstaaterei, тривав з ХІІІ ст. (загибель династії Гогенштауфенів і піднесення Священної Римської імперії) до 1871 року (об'єднання німецьких держав у Німецьку імперію).
В історії Франції період після падіння каролінгської династії і смерті Карла Великого до його об'єднання Людовиком XI.
В історії Італії період від вторгнення до Італії лангобардів (який відбувся незабаром після того, як Італія була об'єднана під Візантійською імперією в результаті готичної війни) до об'єднання Італії у ХІХ ст.

### Київська Русь
Удільна (феодальна) роздрібненість — процес децентралізації на Русі, послаблення влади київського князя. Настала незабаром по смерті київського князя Мстислава Володимировича (1132), коли держава стрімко розділилася на півтора десятка земель і князівств. 
В Україні найбільшими і найсильнішими стали Київське, Галицьке, Волинське, Чернігівське, Новгород-Сіверське і Переяславське князівства. Була спричинена об'єктивним розвитком феодальних відносин у Давньоруській державі.